# Germania Kirchberg
Germania Kirchberg (offiziell: Fußballclub Germania 09 Kirchberg e. V.) ist ein Sportverein aus dem Jülicher Stadtteil Kirchberg im Kreis Düren. Die erste Fußballmannschaft spielte ein Jahr in der höchsten mittelrheinischen Amateurliga.

## Geschichte
Der Verein wurde im Jahre 1909 gegründet. 1951 stieg die Mannschaft in die Bezirksklasse auf. Drei Jahre später gelang der Aufstieg in die Landesliga, der seinerzeit höchsten Amateurliga am Mittelrhein. Nach nur einer Saison folgte der direkte Wiederabstieg. Die Kirchberger wurden mit 51:141 Toren und 7:49 Punkten abgeschlagen Letzter der Saison 1954/55. Der einzige Saisonsieg fiel mit 8:1 gegen Rot-Weiß Berrendorf hoch aus, allerdings musste die Germania mit 0:10 beim VfR Übach-Palenberg, 4:11 bei der Eschweiler SG und gar 0:14 bei SuS Herzogenrath drei zweistellige Niederlagen einstecken.
Der direkte Wiederaufstieg wurde nach einer 1:3-Entscheidungsspielniederlage in der Relegation gegen den VfB 05 Köln verpasst. Nach Vizemeisterschaften in den Jahren 1959, 1960 und 1962 hinter dem VfJ Ratheim, dem TuS Jahn Hilfarth bzw. dem SC Ederen gelang schließlich im Jahre 1963 der Wiederaufstieg in die Landesliga. Anschließend kam der Verein nicht mehr über lokale Spielklassen hinaus. 2006 stieg die erste Mannschaft in die Kreisliga B und 2017 in die Kreisliga C ab.